# Ruangwa (huyện)
Ruangwa là một huyện thuộc vùng Lindi, Tanzania. Thủ phủ của huyện Ruangwa đóng tại Ruangwa. Huyện Ruangwa có diện tích 2080 ki lô mét vuông. Đến thời điểm điều tra dân số ngày 25 tháng 8 năm 2002, huyện Ruangwa có dân số 124009 người.